# Agapetus pinatus
Agapetus pinatus är en nattsländeart som beskrevs av Ross 1938. Agapetus pinatus ingår i släktet Agapetus och familjen stenhusnattsländor. Inga underarter finns listade i Catalogue of Life.